# Всесвітній саміт з питань інформаційного суспільства

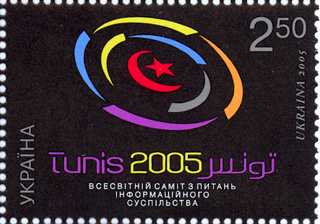
Марка Укрпошти «Всесвітній саміт з питань інформаційного суспільства. Туніс» (2005)

Всесві́тній са́міт з пита́нь інформаці́йного суспі́льства (ВСІС, WSIS) — дві спонсоровані ООН конференції з питань інформації, комунікацій та інформаційного суспільства в широкому сенсі, що відбулися у 2003 в Женеві і в 2005 в Тунісі. Одна з головних цілей саміту — подолання, поширюючи доступ до Інтернету в країнах, що розвиваються, так званої глобальної цифрової нерівності, яка існує між багатими і бідними країнами. Саміт встановив 17 травня як Всесвітній день інформаційного суспільства.
Найбільша подія в сфері інфокомунікаційних технологій і майданчик для діалогу впливових IT-експертів з усього світу. 
Основна мета зустрічі - вироблення основних завдань у побудові відкритого для всіх інформаційного суспільства, в якому кожен міг би створювати інформацію і знання, мати до них доступ, користуватися і обмінюватися даними.

## Підсумкові документи
В результаті роботи прийнято Підсумкові документи ВСІС: 
- Женевська Декларація принципів
- Женевський План дій
- Туніське зобов’язання
- Туніська програма для інформаційного суспільства